# 30043 Lisamichaels
30043 Lisamichaels este un asteroid din centura principală de asteroizi.

## Descriere
30043 Lisamichaels este un asteroid din centura principală de asteroizi. A fost descoperit pe 3 martie 2000 la Socorro, New Mexico, în cadrul proiectului LINEAR. Asteroidul prezintă o orbită caracterizată de o semiaxă mare de 2,40 ua, o excentricitate de 0,17 și o înclinație de 1,8° în raport cu ecliptica.